# Mury obronne w Jaworze
Mury obronne w Jaworze – ciąg murów obronnych z kamienia w Jaworze, który powstał prawdopodobnie pod koniec XIII w. jako inwestycja ks. Bolka I.

## Historia
Do miasta prowadziły cztery bramy: Bolkowska, Legnicka, Złotoryjska i Strzegomska-Targowa (wzmocniona wieżą). W latach 1510–1536 ze względu na rozwój broni palnej, dokonano modernizacji fortyfikacji, dobudowując drugi, zewnętrzny pierścień murów (mur wzmocniono rozstawionymi półokrągłymi bastejami). W czasie wojny trzydziestoletniej miasto zajęli Szwedzi, a w 1648 r. podczas odbijania przez Austriaków mury zostały zniszczone. Od tamtego momentu obwarowania popadły w ruinę, z której nigdy już w pełni nie zostały podźwignięte. W 1862 r. rajcy miejscy postanowili o rozbiórce murów obronnych, które krępowały rozwój miasta, a nie gwarantowały bezpieczeństwa militarnego. W XIX wieku zostały w większości rozebrane. Obecnie pozostały ich fragmenty, w tym baszta Strzegomska z XIII/XIV wieku, będąca pierwotnie elementem bramy Strzegomskiej oraz XVI-wieczna basteja zwana basteją Anioła.

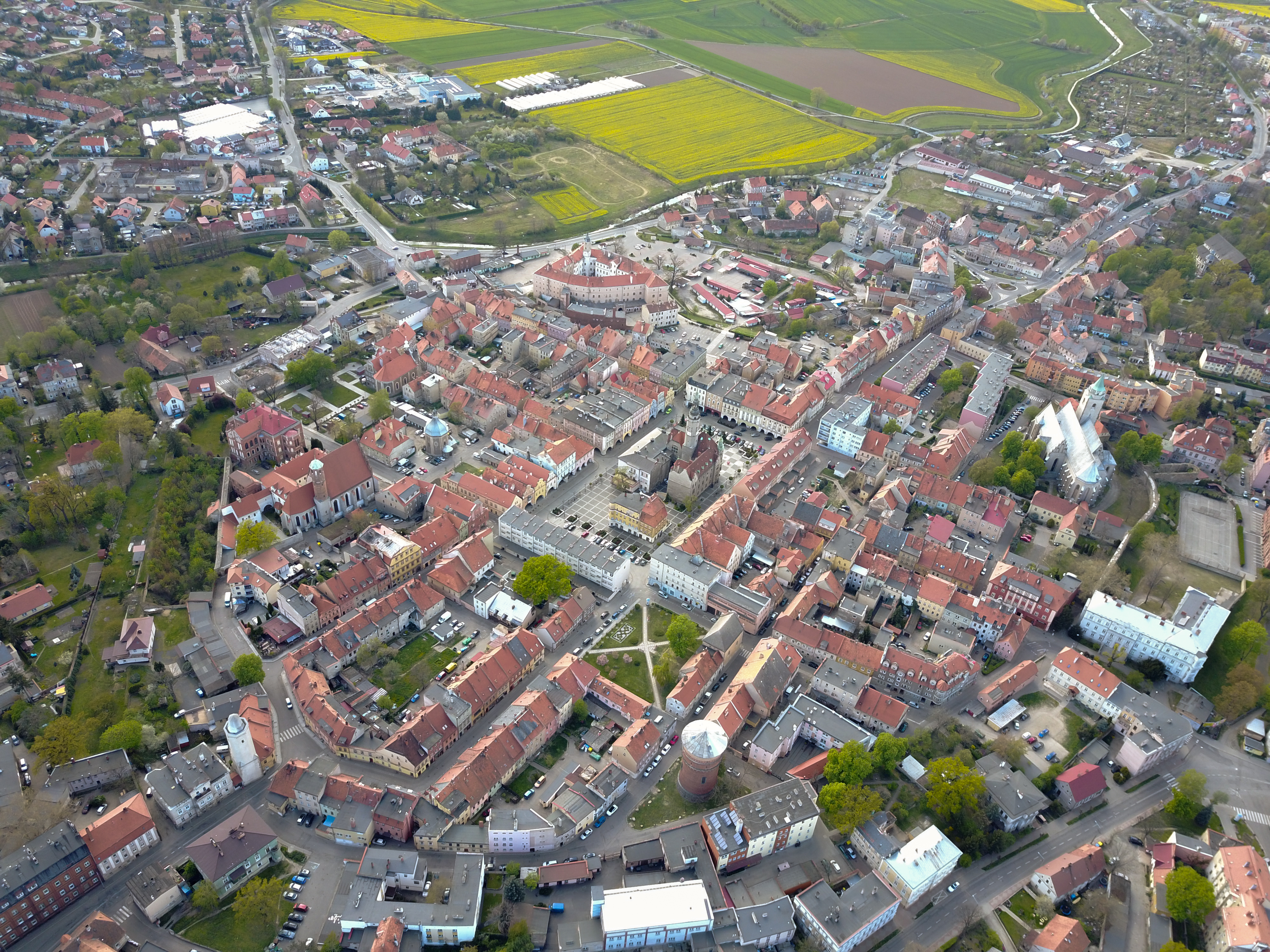
Widok lotniczy Jawora, czytelny układ zabudowy wzdłuż dawnych murów miejskich
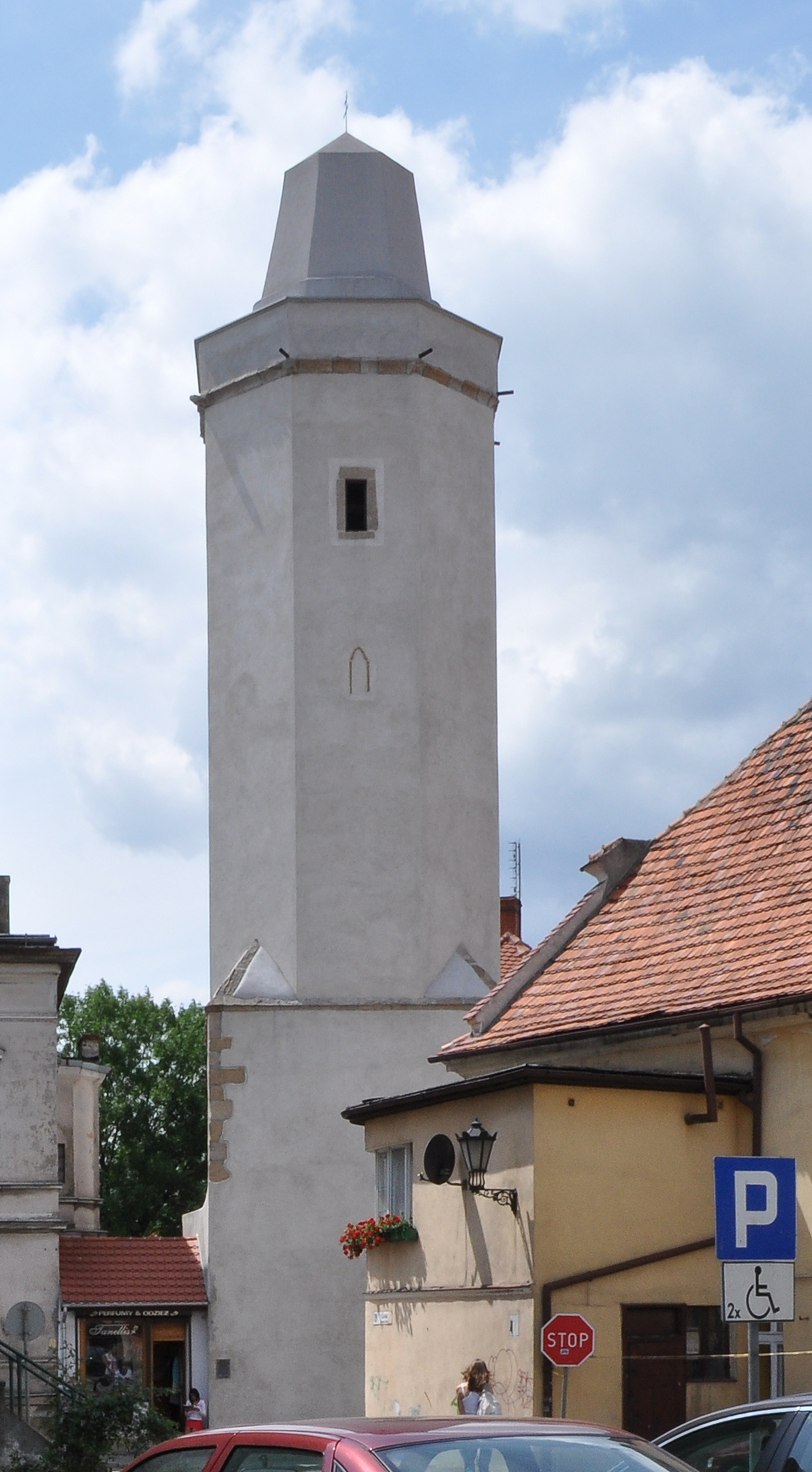
Baszta Strzegomska